# Xã McCamish, Quận Johnson, Kansas
Xã McCamish (tiếng Anh: McCamish Township) là một xã thuộc quận Johnson, tiểu bang Kansas, Hoa Kỳ. Năm 2010, dân số của xã này là 996 người.